# Рихтер-Хаазер, Ганс
Ганс Рихтер-Хаазер (нем. Hans Richter-Haaser; 6 января 1912, Дрезден — 13 декабря 1980, Брауншвейг) — немецкий пианист и композитор.
Дал первый концерт в 16-летнем возрасте. До Второй мировой войны жил в Дрездене, концертируя по Германии. После войны перебрался в Детмольд и в 1946 году был среди основателей Детмольдской Высшей школы музыки; с 1955 года профессор. Продолжал концертировать, исполняя в особенности произведения Бетховена, Шумана и Брамса; особенным успехом пользовались выступления фортепианного трио детмольдских преподавателей, в составе которого партнёрами Рихтера-Хаазера были Ганс Мюнх-Холланд и Макс Штруб. Во время генеральной репетиции Второго фортепианного концерта Брамса в Брауншвейге почувствовал себя плохо и умер в городской больнице от эмболии лёгочной артерии.
На протяжении 1960-х гг. осуществил множество записей, прежде всего сонат и концертов Бетховена и Брамса. Автор двух фортепианных концертов, симфонии, струнного квартета и других сочинений.